# Opegrapha subparallela
Opegrapha subparallela är en lavart som beskrevs av Johannes Müller Argoviensis. Opegrapha subparallela ingår i släktet Opegrapha, och familjen Roccellaceae. Enligt den finländska rödlistan är arten nationellt utdöd i Finland. Arten har ej påträffats i Sverige. Artens livsmiljö är skogar.